# Tipula (Acutipula) urundiana
Tipula (Acutipula) urundiana is een tweevleugelige uit de familie langpootmuggen (Tipulidae). De soort komt voor in het Afrotropisch gebied.